# Ким Ок Кюн
Ким Ок Кюн (23 февраля 1851 — 28 марта
1894) — корейский общественный деятель эпохи Чосон. Активно выступал за вестернизацию Кореи. Своей целью ставил развитие корейского госаппарата, науки и армии при помощи Японии, с тем, чтобы потом Корея смогла противостоять имперским амбициям других стран (и, в том числе, той же Японии). В декабре 1884 реформаторы во главе с Ким Ок Кюном произвели переворот и захватили власть, но через несколько дней потерпели поражение. Ким был убит в Шанхае и посмертно удостоен титула «Чундаль».

## Ранние годы
Ким Ок Кюн родился в 1851 году в провинции Чхунчхон-Намдо. Его отца звали Ким Бёндэ. Его семья была бедной, и когда Киму было четыре года, они переехали в Чхонан. Его отец открыл содан (начальную школу), в которой обучался и сам Ким Ок Кюн. В возрасте шести лет он был усыновлен Ким Бёнгэ, который потерял своего сына и не хотел, чтобы его род закончился на нём.